# 濮存昕
濮存昕（1953年7月31日—），江苏溧水人，生於北京，中国话剧和电影演员，现任中国戏剧家协会主席，北京人民艺术剧院副院长，重庆大学客座教授，重庆大学电影学院硕士生导师，临汾红丝带学校名誉校长。

## 生平
父亲苏民為北京人民艺术剧院的导演，曾任北京人民艺术剧院副院长。濮存昕有母亲，姐姐，弟弟。妻子宛萍曾是空政歌舞团的演员，于1981年结婚。女儿濮方1986年出生。
濮存昕两岁时患上小儿麻痹，在十岁之前一条腿不能着地。十岁接受脚步神经康复手术。濮存昕于1969年下乡到黑龙江生产建设兵团插队，1977年返城回北京，进入空政话剧团，担任话剧演员。1986年进入北京人民艺术剧院当演员，作品有蓝天野导演的话剧《秦皇父子》等。现任北京人民艺术剧院副院长。他还义务从事艾滋病知识的宣传。2006年10月获“宋庆龄樟树奖”。2003年获评2002年度“感动中国”十大人物之一。
2015年7月底出任中国剧协主席。　　

## 出演作品
| - 2009-2010年 《茶馆》 - 2009年 《我是海鸥》 - 2009年 《窝头会馆》 - 2009年 《原野》 - 2004年 《雷雨》 陈薪伊导演 - 2000年 《风月无边》李渔 - 1999年 《茶馆》 饰常四爷 北京人艺话剧 - 1997年 《古玩》 - 1997年 《阮玲玉》 - 1991年 《海鸥》 - 1991年 《李白》 苏民导演 - 1990年 《哈姆雷特》 - 1989年 《雷雨》林兆华导演 - 1986年 《秦皇父子》蓝天野导演 《蔡文姬》、《周郎拜帅》、《鸟人》、《天之骄子》、《万家灯火》、《赵氏孤儿》。 | - 2019年 《决胜时刻》饰 李宗仁 - 2011年 《最愛》饰 赵齐全 - 2010年 《魔术时代》 - 2008年 《三国之见龙卸甲》 饰 诸葛亮 - 2006年 《男人底线》 - 2005年 《鲁迅》饰 鲁迅 - 2005年 《一轮明月》饰 李叔同（弘一大师） - 1999年 《说好不分手》 - 1998年 《洗澡》 - 1997年 《伴你到黎明》 - 1997年 《爱情麻辣烫》 - 1997年 《红发卡》 - 1996年 《与往事干杯》 - 1996年 《梁山伯与祝英台》饰 梁山伯 - 1995年 《邮差》 - 1993年 《云南故事》，张暖忻 导演 - 1993年 《蓝风筝》 - 1992年 《杨贵妃》饰 李琩 ，陈家林 导演 - 1991年 《清凉寺钟声》饰 明镜法师 ，谢晋 导演 - 1989年 《最后的贵族》饰 陈寅 ，谢晋 导演 - 1986年 《大漠紫禁令》饰 李七郎 ，方翔 导演 |

### 电视剧
| 首播   | 劇名                                | 角色   | 備註                           |
| ------ | ----------------------------------- | ------ | ------------------------------ |
| 1992年 | 《三國演義》                        | 孫策   |                                |
| 1996年 | 《英雄无悔》                        | 高天   |                                |
| 1996年 | 《一场风花雪月的事》                | 记者   |                                |
| 1999年 | 《来来往往》                        | 康伟业 |                                |
| 1999年 | 《尊严》                            |        |                                |
| 2000年 | 《光荣之旅》                        | 贺援朝 |                                |
| 2001年 | 《堆积情感》                        |        |                                |
| 2002年 | 《曹操与蔡文姬》                    | 曹操   |                                |
| 2003年 | 《失乐园》                          |        |                                |
| 2004年 | 《公安局长》                        |        |                                |
| 2008年 | 《震撼世界的七日》                  |        | （26集汶川大地震纪实性电视剧） |
| 2009年 | 《闯关东2》                         | 魏德民 |                                |
| 2009年 | 《爱你到天边》原名《G弦上的咏叹调》 |        |                                |
| 2009年 | 《浦江之东》                        |        | 客串                           |
| 2012年 | 《金太狼的幸福生活》                | 教授   |                                |
| 2013年 | 《推拿》                            | 沙复明 |                                |
| 2016年 | 《领养》                            |        |                                |

## 朗诵
- 2008年 春晚 朗诵《温暖2008》
- 2010年《我们》
- 2009年12月28日 音乐朗诵会《中国新诗100年音乐朗诵会》，《大堰河,我的保姆》
- 2010年2月14日 春晚 朗诵《如果回忆也是一种幸福》
- 2010年 沈阳签书见面会 《祝酒歌》

## 著作
- 2009年 《我知道光在哪里》
- 2010年 《我》

## 代言
- 恒洁卫浴
- 云南白药牙膏
- 巴德士油漆
- 瑞嘉地板
- 达利园法式小面包